# Campionati europei di sollevamento pesi 1962
I Campionati europei di sollevamento pesi 1962, 44ª edizione della manifestazione, si svolsero a Budapest dal 16 al 22 settembre; la gara mondiale venne considerata valida anche come campionato europeo e furono classificati i tre atleti del continente col miglior piazzamento.

## Formula
La formula prevedeva tre serie di sollevamenti:
- sollevamento a distensione a due mani;
- sollevamento a strappo a due mani;
- sollevamento a slancio a due mani.

## Titoli in palio
| Categoria            | Eventi         | Atleti |
| -------------------- | -------------- | ------ |
| Pesi gallo           | Fino a 56 kg   | 7      |
| Pesi piuma           | Fino a 60 kg   | 11     |
| Pesi leggeri         | Fino a 67.5 kg | 13     |
| Pesi medi            | Fino a 75 kg   | 16     |
| Pesi massimi leggeri | Fino a 82.5 kg | 13     |
| Pesi mediomassimi    | Fino a 90 kg   | 11     |
| Pesi massimi         | Oltre i 90 kg  | 10     |

## Nazioni partecipanti
Ai campionati parteciparono 81 atleti rappresentanti di 18 nazioni. Sette di queste entrarono nel medagliere. Tra parentesi i partecipanti per nazione.
- Austria (6)
- Belgio (1)
- Bulgaria (7)
- Cecoslovacchia (6)
- Finlandia (7)
- Francia (4)
- Germania Est (5)
- Germania Ovest (2)
- Italia (3)
- Norvegia (1)
- Polonia (7)
- Romania (4)
- Regno Unito (5)
- Svezia (3)
- Svizzera (3)
- Turchia (3)
- Ungheria (7)
- Unione Sovietica (7)

## Risultati
| Evento       | Oro               | Oro   | Argento              | Argento | Bronzo           | Bronzo |
| ------------ | ----------------- | ----- | -------------------- | ------- | ---------------- | ------ |
| 56 kg.       | Imre Földi        | 337,5 | Vladimir Stogov      | 330,0   | Róbert Nagy      | 310,0  |
| 60 kg.       | Evgenij Minaev    | 362,5 | Evgenij Kacura       | 357,5   | Rudolf Kozłowski | 352,5  |
| 67,5 kg.     | Vladimir Kaplunov | 415,5 | Waldemar Baszanowski | 412,0   | Marian Zieliński | 405,5  |
| 75 kg.       | Aleksandr Kurynov | 422,5 | Mihály Huszka        | 415,0   | Marcel Paterni   | 412,5  |
| 82,5 kg.     | Győző Veres       | 460,0 | Géza Tóth            | 442,5   | Jouni Kailajärvi | 440,0  |
| 90 kg.       | Louis Martin      | 480,0 | Ireneusz Paliński    | 470,0   | Petăr Tačev      | 432,5  |
| Oltre 90 kg. | Jurij Vlasov      | 540,0 | Károly Ecser         | 482,5   | Ivan Veselinov   | 470,0  |

## Medagliere
| Posiz. | Nazione          | Oro | Argento | Bronzo | Totale |
| ------ | ---------------- | --- | ------- | ------ | ------ |
| 1      | Unione Sovietica | 4   | 2       | 0      | 6      |
| 2      | Ungheria         | 2   | 3       | 1      | 6      |
| 3      | Regno Unito      | 1   | 0       | 0      | 1      |
| 4      | Polonia          | 0   | 2       | 2      | 4      |
| 5      | Bulgaria         | 0   | 0       | 2      | 2      |
| 6      | Finlandia        | 0   | 0       | 1      | 1      |
| 6      | Francia          | 0   | 0       | 1      | 1      |
| Totale | Totale           | 7   | 7       | 7      | 21     |

## Classifica a squadre
Il sistema di punteggio è basato sui punti distribuiti per l'esercizio totale in base allo schema adottato nel 1958:
| Pos. | Squadra          | Punti |
| ---- | ---------------- | ----- |
| 1    | Unione Sovietica | 41    |
| 2    | Ungheria         | 34    |
| 3    | Polonia          | 22    |
| 4    | Bulgaria         | 13    |
| 5    | Finlandia        | 11    |
| 6    | Regno Unito      | 9     |
| 7    | Germania Est     | 5     |
| 7    | Italia           | 5     |
| 9    | Francia          | 4     |
| 9    | Romania          | 4     |
| 11   | Austria          | 3     |
| 11   | Cecoslovacchia   | 3     |
| 11   | Norvegia         | 3     |
| 11   | Turchia          | 3     |